# 깁슨 걸

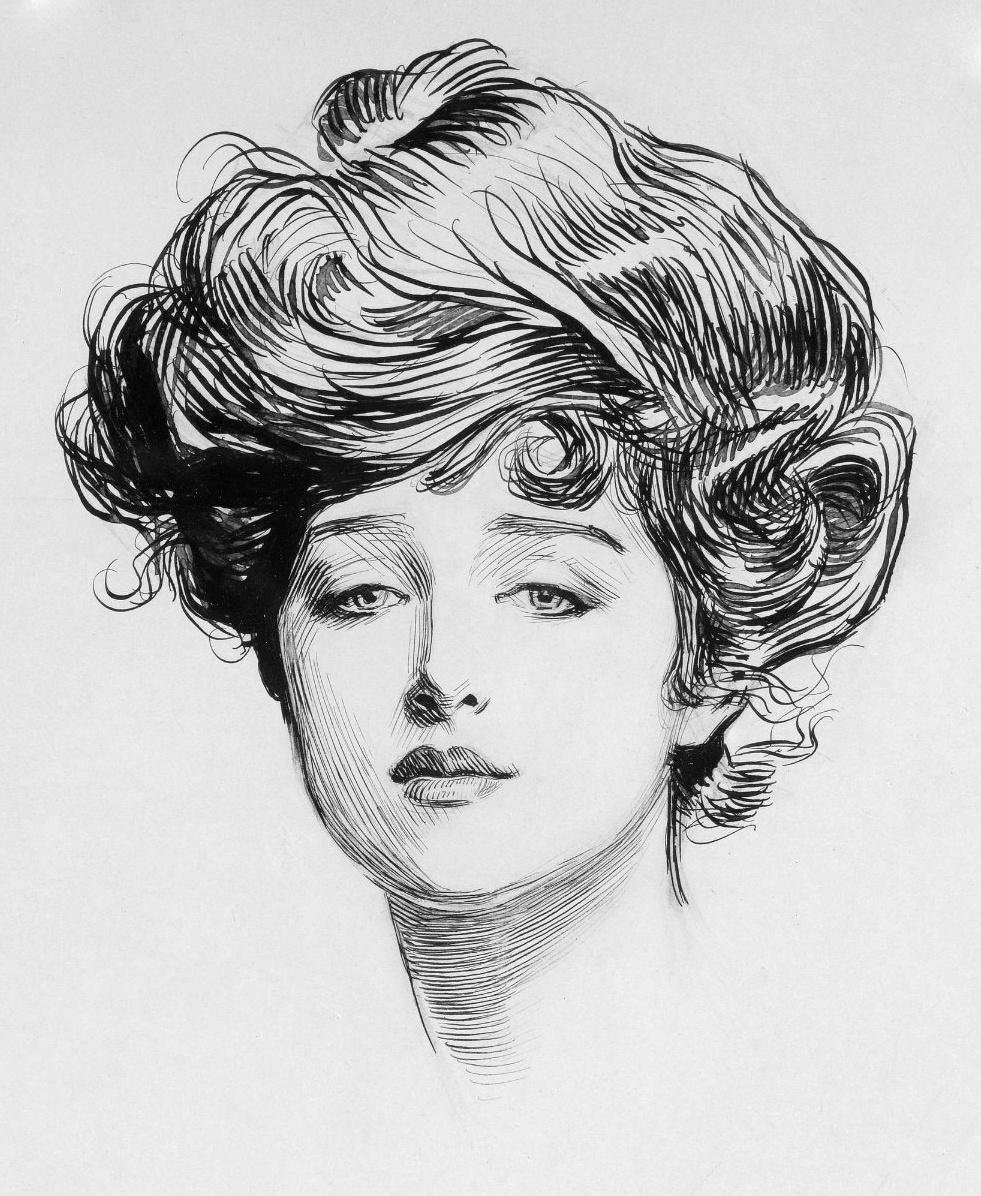
찰스 다나 깁슨이 1891년경에 그린 상징적인 깁슨 걸 초상화

깁슨 걸(Gibson Girl)은 19세기 후반부터 20세기 초까지 미국에서 이상적인 여성의 미적 기준을 상징하는 인물로, 화가 찰스 다나 깁슨의 펜화 일러스트를 통해 표현되었다.
깁슨은 이 인물이 수천 명의 미국 여성들의 특징을 종합하여 만들어진 이상적 여성상이라고 보았다.

## 이미지

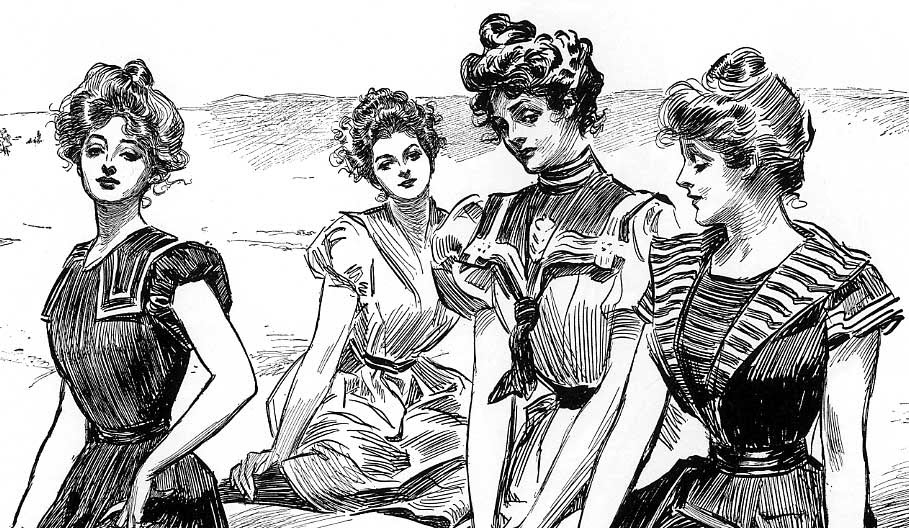
해변의 깁슨 걸들 (약 1900년경)

1903년 7월 4일자 《콜리어스 위클리》를 위한 깁슨의 삽화 (“약한 성 II”)

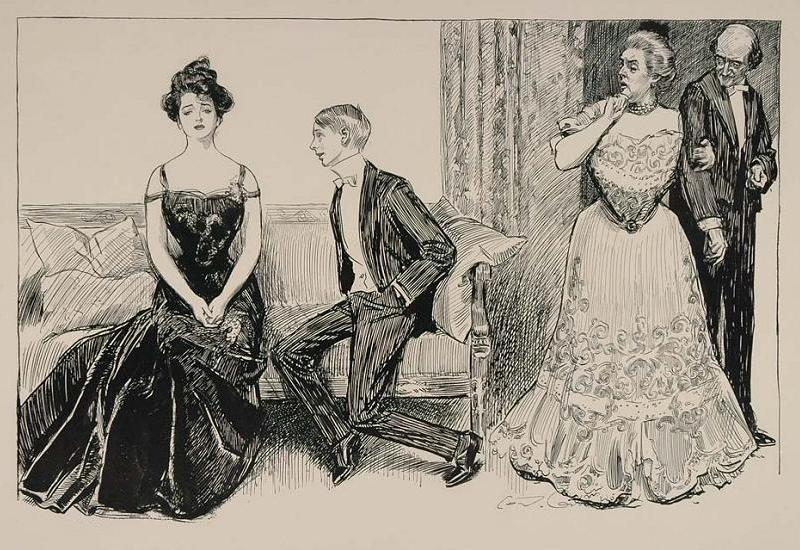
《더 크러시》 (1901년)

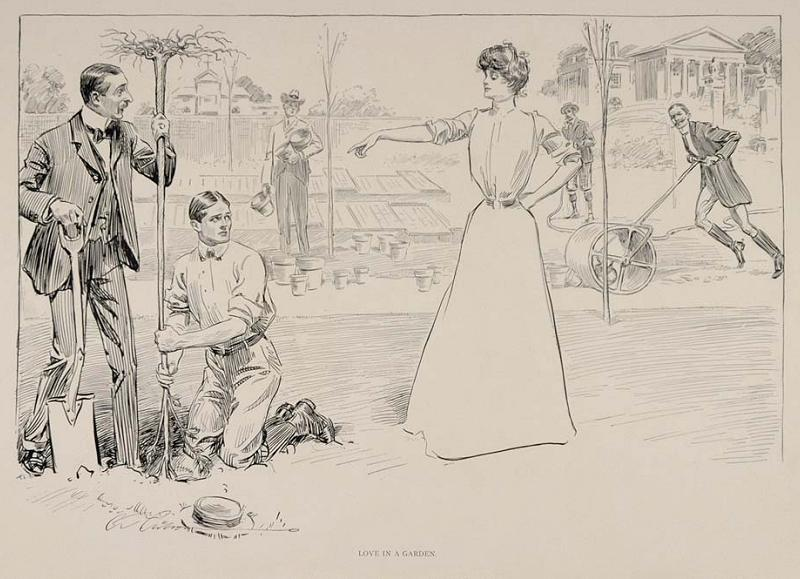
《정원 속 사랑》 (1901년)

깁슨 걸의 이미지는 1890년대에 등장하여, 당대 여성 미의 기준으로 여겨지던 두 가지 전통적인 유형인 '연약한 숙녀'와 '풍만한 여성'의 요소를 결합한 것이었다. ‘연약한 숙녀’로부터는 날씬한 체형과 단정하고 품위 있는 인상을, ‘풍만한 여성’으로부터는 풍성한 가슴과 엉덩이를 가져왔으나, 이전의 풍만한 여성들이 종종 선정적으로 묘사되었던 것과는 달리 깁슨 걸은 우아하고 절제된 매력을 지녔다. 이 두 요소가 어우러져, 깁슨 걸은 키가 크고 가늘지만 곡선미를 지닌 이상적인 여성상으로 자리잡게 된다.
그녀의 몸매는 백조 부리 모양의 코르셋을 착용함으로써 과장된 S자 곡선을 만들어냈고, 이러한 모습은 19세기 말과 20세기 초 서구 사회에서 유행했던 젊음과 덧없는 아름다움에 대한 집착을 잘 보여준다. 목은 길고 가늘었으며, 머리카락은 당대 유행하던 부퐁, 폼파두르, 시뇽 스타일로 높이 올려 장식했다. 이처럼 깁슨 걸은 늘씬한 허리선과 당당한 자세, 세련된 멋을 동시에 지닌 조각 같은 이상적 여성으로 그려졌다.
깁슨 걸은 상류 중산층 사회의 일원으로, 항상 그 시대와 장소에 어울리는 최신 유행의 복장을 완벽하게 차려입고 있었다. 그녀는 당시 새롭게 떠오르던, 보다 활동적인 체형의 여성이기도 했다. 센트럴파크를 자전거로 달리고, 운동을 즐기며, 일정 부분 사회적으로 해방되어 직장에 나갈 수 있는 여성이었던 것이다.
외면의 세련된 아름다움뿐 아니라, 그녀는 침착하고 독립적이며 자신감 넘치는 인물로 묘사되었다. 자기만의 삶의 의미를 추구했으며, 대학에 다니기도 하고, 결혼 상대를 찾기도 했지만, 여성 참정권 운동에는 결코 참여하지 않았다.
참정권 운동은 깁슨 걸과 같은 시기에 등장한 또 다른 여성상인 ‘뉴우먼(New Woman)’과 더 관련이 깊었다. 깁슨 걸은 뉴우먼보다 대중적으로 더 널리 받아들여진 이미지였으며, 일부 진보적인 여성들의 열망을 정당화하면서도 동시에 약화시키는 이중적인 역할을 했다. 뉴우먼은 기존 사회 질서의 틀을 흔드는 존재로 간주되었으며, 교육과 직업의 기회 평등, 성적 자유, 참정권 등을 요구하는 급진적인 변화를 상징했다. 반면 깁슨 걸은 이와 유사한 특성을 지니면서도 정치에는 관여하지 않았고, 남성의 역할을 넘보는 존재로 보이지 않았다. 이로 인해 그녀는 기존 여성의 사회적 역할 범주를 크게 벗어나지 않으면서도 시대적 흐름을 반영하는 인물로 남을 수 있었다.
깁슨의 작품 속에서 그녀는 남성과 동등하거나, 때로는 남성을 유쾌하게 놀리는 동반자로 나타난다. 때로는 남성을 관찰용 돋보기로 들여다보거나, 아무렇지 않게 발로 짓밟는 등 성적 우위를 암시하기도 했다. 그녀 옆의 남성은 종종 어리숙하거나 우스꽝스럽게 묘사되었고, 외모나 재산만으로는 그녀를 만족시킬 수 없었다. 그녀의 아름다움에 매혹된 남성들은 무슨 일이든 그녀의 뜻을 이루기 위해 따라다녔으며, 그녀가 원하면 터무니없는 요구도 기꺼이 실행했다. 대표적인 예로, 나뭇가지를 아래로 향하게 한 채 나무를 거꾸로 심게 만든 장면이 있다.
깁슨 걸은 대부분의 그림에서 독신이며 자유로운 여성으로 등장하지만, 로맨스는 그녀의 무료함을 달래주는 요소였다. 결혼 후에는 낭만이 사라진 생활에 답답해하지만, 친구들과의 교류나 아이와 보내는 시간에서는 만족감을 느끼는 모습으로 그려졌다. 이러한 묘사들 속에서 그녀는 전통적 여성 역할의 경계를 넘어서지 않았고, 오히려 오랜 사회적 가치관을 더욱 공고히 하는 존재로 기능했다. 그녀가 그려지는 모습은 대개 여성에게 어울린다고 여겨졌던 행동의 범주를 크게 벗어나지 않았다.
화가는 깁슨 걸이야말로 미국 여성들의 아름다움을 대표한다고 믿었다.
제가 이른바 ‘깁슨 걸’을 어떻게 얻게 되었는지 말씀드리겠습니다. 저는 그녀를 거리에서 보았고, 극장에서, 교회에서도 보았습니다. 그녀는 어디에나 있었고, 무엇이든 하고 있었습니다. 5번가에서 한가롭게 거니는 모습도 보았고, 상점 계산대 뒤에서 일하는 모습도 보았습니다.
저는 특별한 인물을 창조한 것이 아닙니다. 이 인물은 국가가 만들어낸 유형입니다. 잰그윌이 말한 ‘인종의 용광로’가 하나의 국민적 성격을 만들어냈다면, 하나의 얼굴 유형 또한 만들어낼 수 있었던 것이지요.
결국 ‘깁슨 걸’이라는 단일한 인물은 존재하지 않습니다. 다만 수많은 미국 여성들이 존재하며, 우리는 그 사실에 감사해야 합니다.

깁슨은 미국 여성들이 점점 더 아름다워질 것이라고 믿었다.
그들은 의심할 여지 없이 전 세계 여성들 가운데 가장 아름답다. 미국에서는, 물론 다른 나라들과 마찬가지로 자연선택이 이루어지고 있으며, 특히 다른 어떤 곳보다도 훨씬 다양한 인종과 혈통이 섞여 선택의 폭이 넓었다. 결국 탄생하게 될 미국 여성은 오늘날의 여성보다도 더욱 아름다워질 것이다. 그 아름다움은 우리 국민을 이루는 수많은 민족들이 지닌 가장 뛰어난 특징들이 조화를 이루면서 나타나는 결과가 될 것이다.

수많은 여성이 깁슨 걸 스타일의 일러스트 모델로 등장했으며, 그중에는 깁슨의 아내 아이린 랭혼도 포함되어 있는데, 그녀가 원형 모델이었을 가능성이 높다. 아이린은 낸시 애스터 여자작위 부인의 여동생이기도 하다. 이 밖에도 메이블 노먼드, 에블린 네스빗, 미니 클라크, 클라라 B. 페이엣 등이 모델로 활약했다. 가장 유명한 깁슨 걸은 아마도 미국과 영국에서 활동한 무대 배우 카밀 클리포드일 것이다. 그녀는 높이 올린 머리 스타일과 곡선을 살린 긴 우아한 드레스, 꼭 조여 입은 허리선으로 깁슨 걸 스타일을 대표했다.
여러 깁슨 걸 일러스트레이터 중에는 하워드 챈들러 크리스티가 있는데, 그는 미국 미인들을 찬미하는 작품을 통해 깁슨과 유사한 작업을 선보였다. 또한 해리 G. 피터는 원더우먼 만화의 작가로 가장 유명하다.
초창기 영화 예술에서도 대부분의 여배우들이 당시 최신 유행을 따랐으나, 그중에서도 ‘바이오그래프 걸스’라 불린 플로렌스 로렌스와 좀 더 순수한 이미지를 지닌 메리 픽포드는 이 스타일을 가장 잘 구현한 인물들이었다. 이들은 미국을 넘어 대중들 사이에서 이상적인 여성상을 대중화하는 데 큰 역할을 했다. ‘이상적인 깁슨 걸’로 알려진 카밀 클리포드는 여러 사진작가의 모델이 되어 깁슨 걸의 신체적 특징을 잘 드러낸 사진들을 남겼다.

## 인기

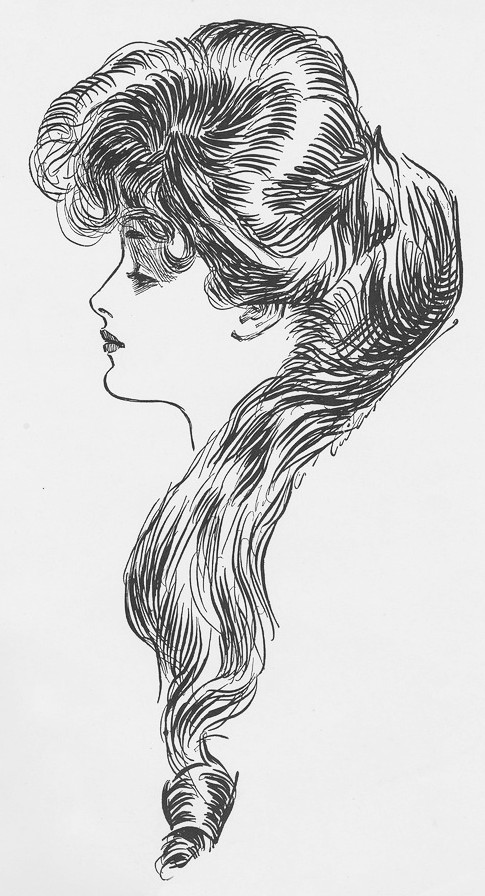
《여성: 영원한 질문》 (1901년)

일부에서는 깁슨 걸이 미국 여성의 최초의 국가적 미의 기준이었다고 주장하기도 한다. 벨 에포크 시기에 신문과 잡지에 실린 깁슨의 가상 이미지는 대단한 인기를 누렸다. 그녀의 이미지가 새겨진 상품으로는 찻잔 받침, 재떨이, 식탁보, 베개 커버, 의자 덮개, 기념 숟가락, 병풍, 부채, 우산 꽂이 등이 있었다.
그러나 제1차 세계대전이 발발할 무렵, 변화하는 패션 경향으로 인해 깁슨 걸의 스타일은 점차 인기를 잃었다. 여성들은 우아한 드레스와 부풀린 치마, 셔츠형 블라우스, 층층이 늘어진 긴 치마보다 시대 변화에 맞는 실용적인 옷차림을 선호하게 된 것이다. 그렇다고 해서 깁슨 걸의 이미지는 완전히 잊힌 것은 아니었다.
제2차 세계대전 시기 미 공군에서 사용한 SCR-578 생존용 무선 송신기와 그 후속 기종인 AN/CRT-3는 ‘모래시계’ 형태를 닮았다는 이유로 ‘깁슨 걸’이라는 별칭으로 불렸다. 이 디자인 덕분에 송신기를 허벅지 사이에 고정한 채 손잡이를 돌릴 수 있었다.

## 같이 보기
- 머리 모양
- 코르셋 논란
- 플래퍼